# Igor Vori
Igor Vori (født 20. september 1980 i Zagreb, Jugoslavien) er en kroatisk tidligere håndboldspiller, der spillede for en række store europæiske klubber, heriblandt HSV Hamburg, FC Barcelona, kroatiske RK Zagreb og franske Paris SG.

## Landshold
Vori var en del af det kroatiske landshold, der blev verdensmestre i 2003 og olympiske mestre i 2004. I 2005 og 2009 blev det til VM-sølv, mens det både i 2008 og 2010 blev til EM-sølv. Han var desuden med til OL 2008 i Beijing, hvor Kroatien blev nummer fire, og 2012 i London, hvor det blev til kroatisk bronze. I VM-finalen 200 lavede han skandale ved at modtage rødt kort efter at have truet den danske dommer Lars Ejby Pedersen.
I efteråret 2012 valgte Vori at stoppe på det kroatiske landshold.